# Věra Frömlová–Zezuláková
Věra Frömlová–Zezuláková (3. srpna 1924, Nové Město na Moravě – 26. prosince 1998, Praha) byla malířka a restaurátorka se specializací na středověké deskové malby (obrazy). Jejím manželem byl architekt Jan Fröml.  Její dcerou je akademická malířka a restaurátorka Jana Lukešová (manželka českého architekta, historika architektury, odborného publicisty a vysokoškolského pedagoga Zdeňka Lukeše).

## Studia
Po maturitní zkoušce na reálce v Novém Městě na Moravě byla v roce 1945 přijata do Prahy na Akademii výtvarných umění. Tady nejprve studovala (1945 až 1950) v ateliéru figurální kresby českého malíře, ilustrátora, grafika a pedagoga profesora Vladimíra Sychry. Od roku 1949 pokračovala (1950 až 1953) ve studiu v restaurátorském ateliéru českého malíře a zakladatele samostatného studijního oboru restaurování profesora Bohuslava Slánského.

## Pracovní kariéra
V roce 1953 se stala členkou Svazu československých výtvarných umělců (SČSVU) - v nově ustavené sekci Restaurátorů (MSGR).
Věra Frömlová pracovala v letech 1956 až 1974 v restaurátorském oddělení Národní galerie (NG) v Praze (obor malba). Posledních několik let (1971 až 1974) pak ve funkci vedoucí restaurátorského ateiéru NG ve Šternberském paláci. V roce 1973 byla Věra Frömlová jmenována Ministerstvem kultury ČSR členkou výtvarné komise Svazu českých výtvarných umělců (SČVU). V letech 1972 až 1979 působila jako komisařka Českého fondu výtvarných umění (ČFVU) pro obor restaurování maleb. V roce 1974 začala pracovat samostatně v rámci tzv. svobodného podnikání.

## Studijní cesty
V padesátých a šedesátých letech dvacátého století cestovala Věra Frömlová studijně po Evropě (západní Evropa, Maďarsko, SSSR). V roce 1957 pobývala v Paříži, v roce 1967 ve Florencii. Tady se v letech 1967 až 1968 účastnila záchranných restaurátorských prací ve Fortezza da Basso.

## Charakter činnosti a dílo
Věra Frömlová se specializovala na gotickou deskovou malbu a v tomto oboru restaurování patřila k předním odborníkům. Pracovala ale také na závěsných obrazech datovaných do pozdějších dob (díla od umělců jakými byli např. Bartholomeus Spranger, Hans von Aachen, Karel Škréta či Václav Vavřinec Reiner) jakož i na restaurování polychromovaných gotických soch.
Počátkem šedesátých let dvacátého století restaurovala část (Kladení do hrobu) triptychu Mistra třeboňského oltáře. Spolu s restaurátorem Mojmírem Hamsíkem ji byla (v roce 1963) udělena cena „Za vynikající práci“. Následně (1964 až 1965) pak konzervovala a rekonstruovala gotický deskový obraz Piety (také od Mistra třeboňského oltáře) tzv. Církvickou desku, která je umístěna v kostele svatého Vavřince v Církvici.
Dále Věra Frömlová restaurovala Madonu vyšebrodskou (datována 1415–1420), polychromovanou vápencovou sochu – Madonu krumlovskou, Madonu Aracoeli (datována 1390) jakož i díla Lucase Cranacha, Anthonise van Dycka, Quentina Massyse, Gerarda Terborcha, Andreye Orcagna (florentský malíř, sochař a architekt) a další díla. 
V osmdesátých let dvacátého století pracovala Věra Frömlová na restaurování souboru třiadvaceti desek Mistra Theodorika z hradní kaple sv. Kříže na Karlštejně.
V letech 1988 až 1989 byla Věra Frömlová členkou přípravné komise celostátní výstavy „Restaurátorské umění“ (v Praze).

## Další aktivity
Věra Frömlová rovněž publikovala v odborných časopisech, zejména v revui „Umění“. V mimopracovím čase se věnovala volné krajinomalbě rodného kraje a staromistrovským zátiším. Svá díla vystavovala se „Skupinou restaurátorů R 64“. Účastnila se Horáckých salónů v Novém Městě na Moravě (a to v letech 1966, 1969 a 1970). Během svého života obdržela za svoji restaurátorskou práci i několik čestných ocenění.

## Autorské výstavy
- 1980 – Věra Frömlová: Restaurátorské dílo, Středočeská galerie, výstavní síně, Praha[2]
- 2009 – Věra Frömlová: Výběr z díla, Horácká galerie v Novém Městě na Moravě, Nové Město na Moravě (Žďár nad Sázavou)[2]
- 2010 – Věra Frömlová: Výběr z díla, Galerie výtvarného umění v Náchodě, Náchod[2]

## Společné výstavy
- 1957 – Výstava k 65. výročí školy, Jedenáctiletá střední škola, aula, Nové Město na Moravě (Žďár nad Sázavou)[2]
- 1965 – Skupina restaurátorů R 64, Galerie Vincence Kramáře, Praha[2]
- 1978 – Umění vítězného lidu. Přehlídka současného československého výtvarného umění k 30. výročí Vítězného února, Praha[2]
- 1980 – Výtvarní umělci k 35. výročí osvobození Československa Sovětskou armádou, Praha[2]
- 1983 – Národní divadlo a výtvarné umění, Restaurátorské práce, Galerie Československý spisovatel, Praha[2]
- 1984 – Národní divadlo a výtvarné umění, Restaurátorské práce, Jihočeské muzeum, České Budějovice (České Budějovice)[2]
- 1985 – Vyznání životu a míru. Přehlídka československého výtvarného umění k 40. výročí osvobození Československa Sovětskou armádou, Praha[2]
- 1985 – Vyznání životu a míru. Přehlídka československého výtvarného umění k 40. výročí osvobození Československa Sovětskou armádou, Dom kultúry, Bratislava[2]
- 1989 – Restaurátorské umění 1948-1988, Mánes, Praha[2]